# 迈耶-舒斯特重排反应
Meyer-Schuster重排反应（Meyer-Schuster rearrangement）
酸催化的炔丙醇至α,β-不饱和酮的重排反应。
反应中可用的酸催化剂可以是乙酸、硫酸或盐酸等。碱催化的类似反应为Favorskii反应。

## 反应机理
本反应的机理始于质子化的醇以E1消除的方式从炔烃离去形成双烯中间体。随后水分子进攻碳正离子并失去质子，最后发生互变异构得最终产物α,β不饱和羰基化合物。
Edens等曾对该反应进行过研究并发现其具有三个主要步骤：（1）羟基氧原子的质子化（快）；（2）质子化羟基的离去并伴随着接下来的1,3-迁移（慢，决速步骤）；（3）酮-烯醇互变并立即失去质子（快）
在对迈耶-舒斯特反应决速步骤的研究中，Andres等人指出本反应的驱动力在于经由碳鎓离子形成不饱和羰基化合物过程中的不对称性。他们还发现本反应会受到溶剂的协同作用。Tapia等人对溶剂协同作用做出了进一步的研究,指出溶剂的笼效应稳定了过渡态。

## Rupe重排
如果参加反应的醇为乙炔基醇，则不会得到预期的醛，而会通过烯炔中间体生成α,β-不饱和甲基酮。该反应与Meyer-Schuster反应为竞争反应（如下图所示，左边为Meyer-Schuster产物，右边为Rupe产物）。

## 反应使用的催化剂
传统上使用强酸作为Meyer-Schuster反应的催化剂，由于条件剧烈，在反应物为叔醇的情况下会发生竞争反应Rupe重排。以过渡金属为中心原子的路易斯酸催化剂（如Ru和Ag）已研究成功，反应条件较为温和。Cadierno等人报道在微波条件下使用InCl{\displaystyle _{3}}作为催化剂，在很短的反应时间内获得了很高的产率并具有很好的立体选择性.以下是文中的一个实例：

## 应用
Meyer-Schuster反应有着广泛的应用，如以γ-硫取代烯丙醇为原料合成α,β-不饱和硫醚的过程中，需要使用PTSA作为催化剂将ω-炔基-ω-羟甲基内酯转化为烯酰胺；其他的应用还有如在温和酸性条件下3-炔基-3-羟基-1H-异吲哚重排为α,β-不饱和羰基化合物。最有趣的一个应用是在合成紫杉醇的一个片段的过程中采用非对映异构的合成方法使得产物得到单一的E-烯烃。
该步产率大于70%（如果计入在其他步骤中可以通过Meyer-Schuster转化的副产物则产率可达91%）。作者选用Meyer-Schuster重排的原因是他们希望在不破坏分子其余部分的前提下将一个有位阻的酮转化为烯。